# Rigófélék
A rigófélék (Turdidae) a madarak osztályának verébalakúak (Passeriformes) rendjébe tartozó család.
A családhoz tartozó fajok száma rendszerenként változó. Több rendszer az itt jelenleg felsorolt fajokon kívül ide sorolja a légykapófélék (Muscicapidae) családjának egyik teljes alcsaládját is.
A korábbi rendszerekben ezek a fajok a  Saxicolinae alcsalád tagjai valamennyien a  rigófélék közé tartoztak, és alcsaládi szinten is elkülönültek a klasszikus értelemben vett rigóktól, melyek ma is e család tagjai. Azokat ekkor rigóformák (Turdinae) néven különítették el alcsaládi szinten a többi fajtól.
Később lezajlott molekuláris vizsgálatok eredményei alapján a Saxicolinae alcsalád tagjait áthelyezték a légykapófélék közé.
Áthelyezésük nem talált teljes egyetértésre a taxonómusok között, mivel ökológiai és viselkedéstani alapon legalább ugyanolyan közel állnak ezek a fajok a rigókhoz, mint a légykapókhoz.

## Rendszerezés
A család az alábbi nemek több mint 180 faját foglalja magában:
- Grandala – 1 faj
- Sialia – 3 faj
- Stizorhina – 2 faj
- Neocossyphus – 2 faj
- Pinarornis – 1 faj
- Myadestes – 13 faj
- Chlamydochaera – 1 faj
- Cochoa – 4 faj
- Ixoreus – 1 faj
- Ridgwayia – 1 faj
- Cichlopsis – 1 faj
- Entomodestes – 2 faj
- Hylocichla – 1 faj
- Catharus– 12 faj
- Zoothera – 23 faj
- Geokichla – 21 faj
- Otochichla – 1 faj
- Psophocichla – 1 faj
- Turdus – 86 faj
- Cataponera – 1 faj
- Platycichla – 2 faj
- Nesocichla – 1 faj
- Geomalia vagy Zoothera heinrichi – 1 faj

Az új kutatások szerint a légykapófélék (Muscicapidae) családjába tartoznak:
- Alethe – 6 faj
- Brachypteryx – 5 faj
- Monticola – 11 faj

## Képek

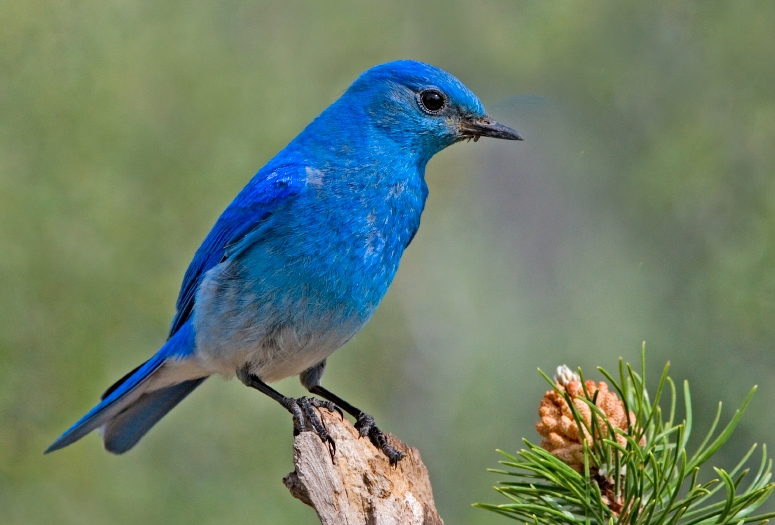
hegyi kékmadár (Sialia currucoides)
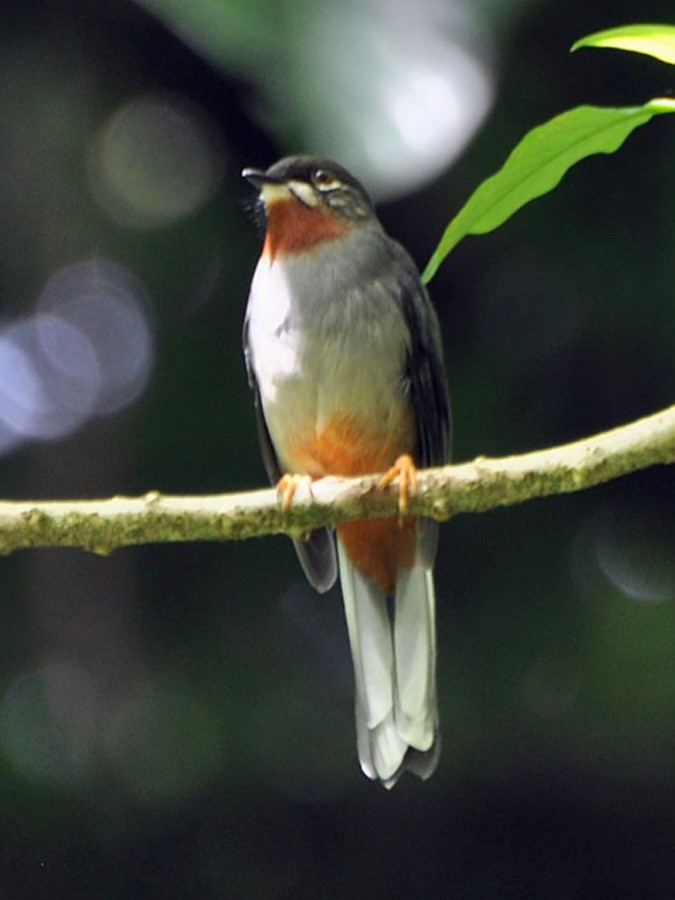
bajszos klarinétmadár (Myadestes genibarbis)
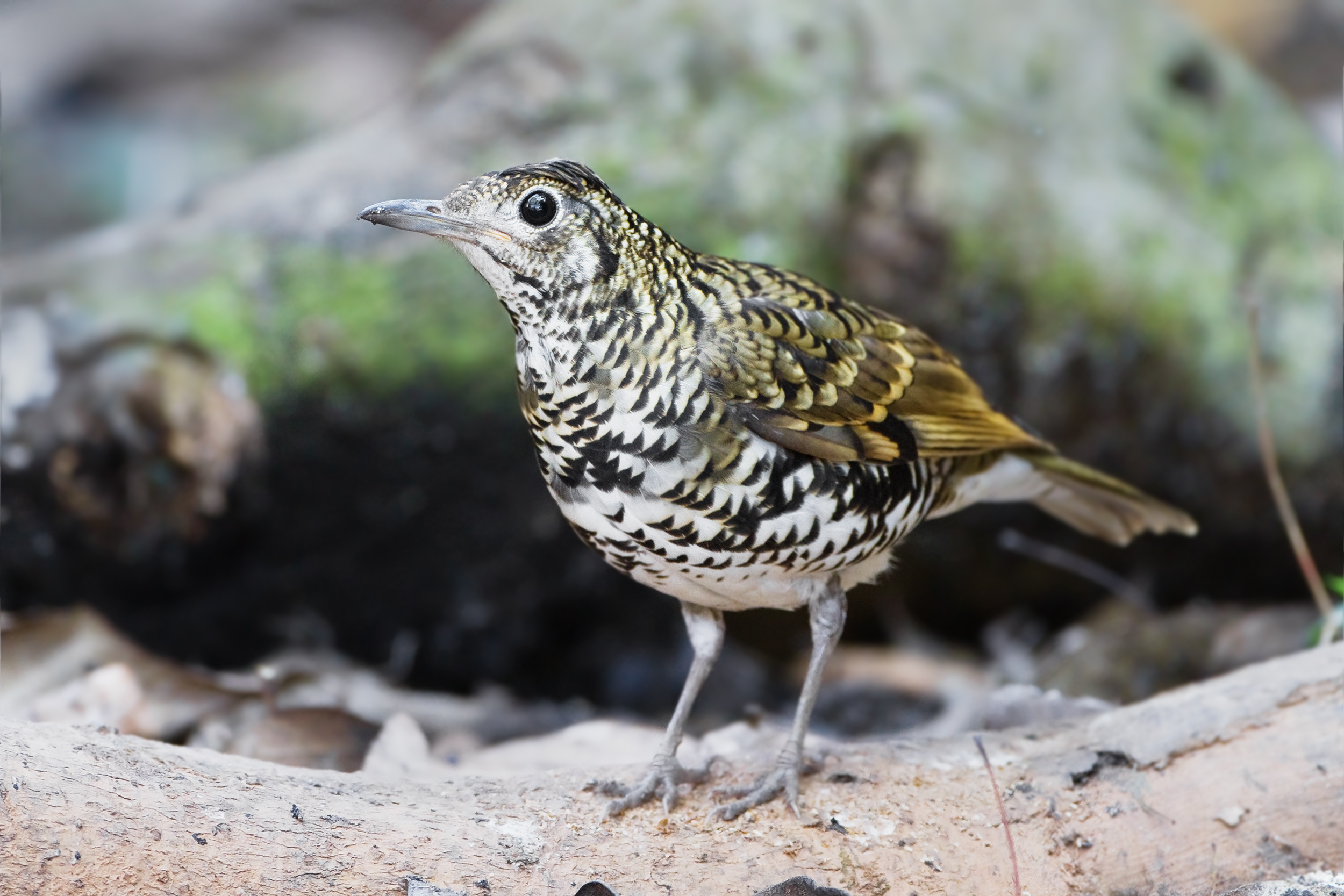
himalájai földirigó (Zoothera dauma)
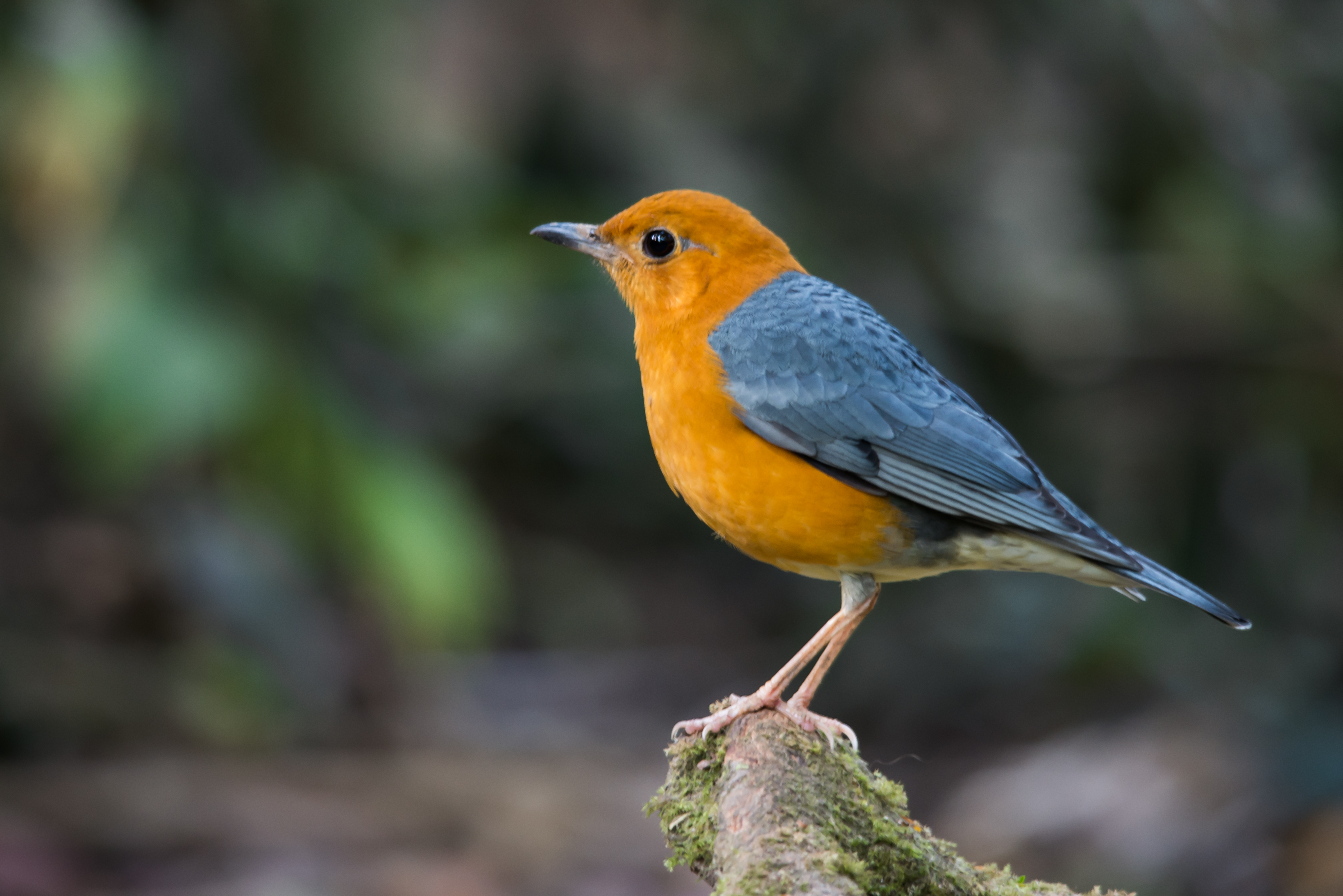
aranyfejű földirigó (Geokichla citrina)
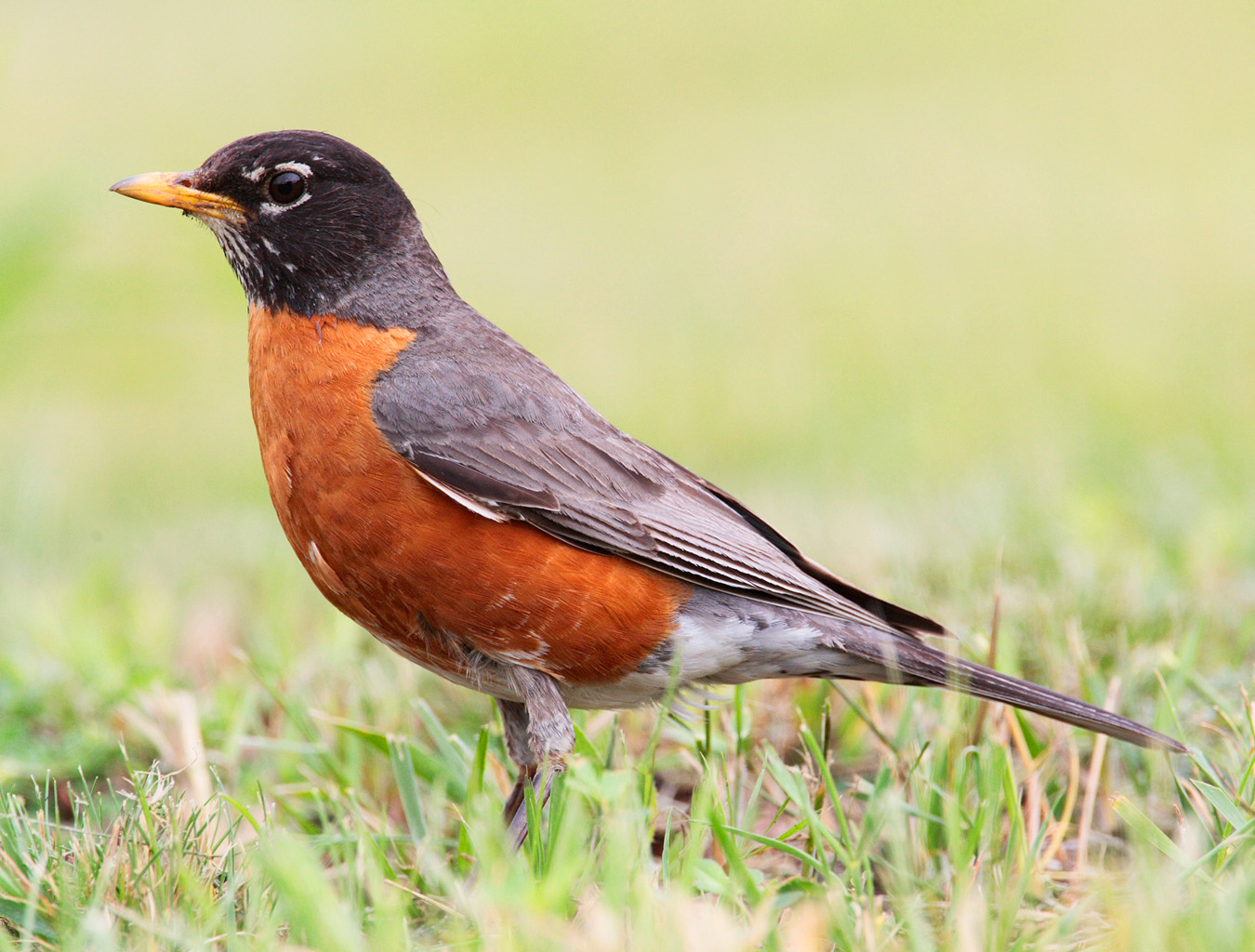
vándorrigó (Turdus migratorius)
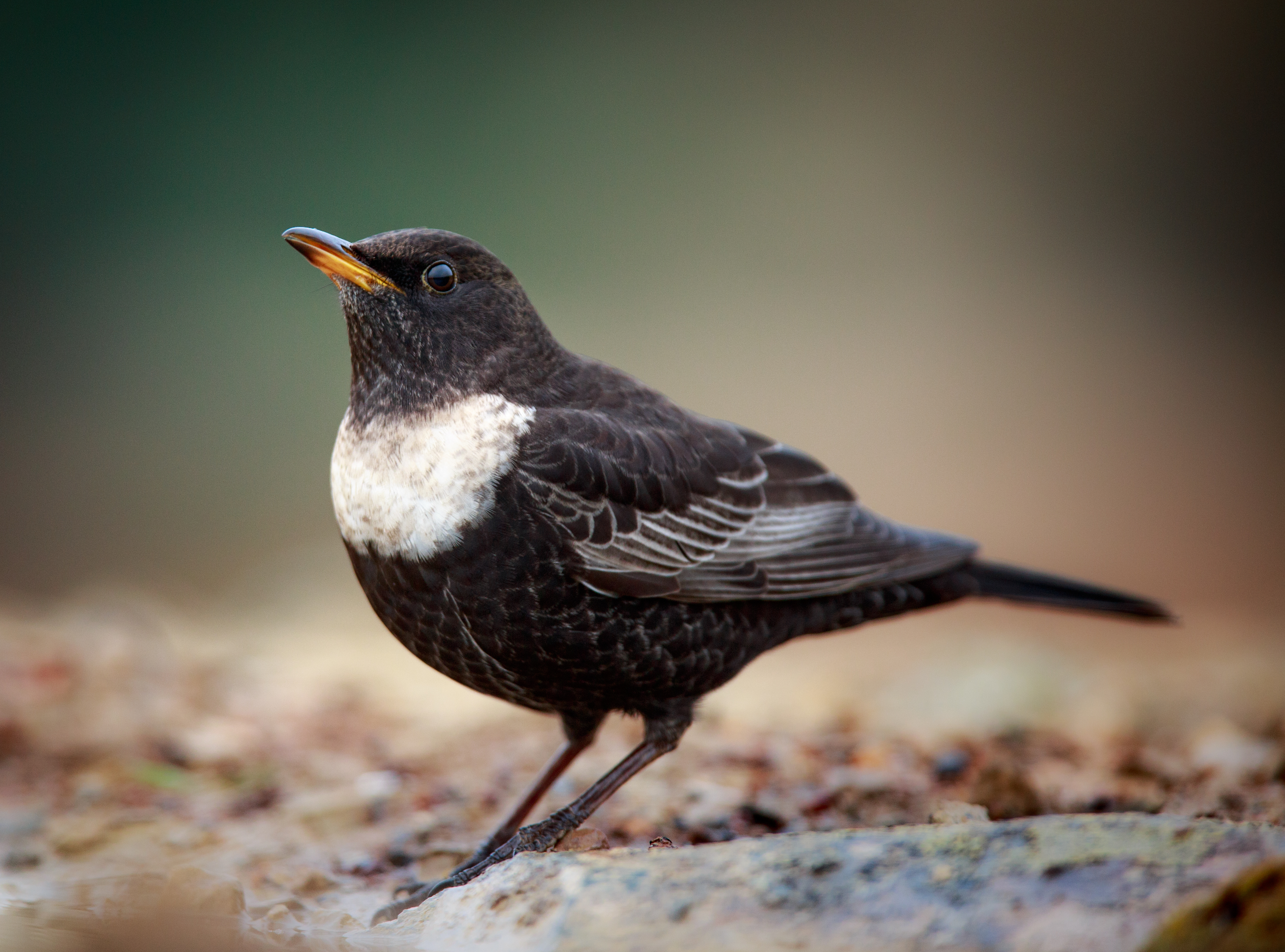
örvös rigó (Turdus torquatus)